# Municipalità locale di Khâi-Ma
Khâi-Ma è una municipalità locale (in inglese Khâi-Ma Local Municipality) appartenente alla municipalità distrettuale di Namakwa della Provincia del Capo Settentrionale in Sudafrica. 
In base al censimento del 2001 la sua popolazione è di 11.333 abitanti.
La sede amministrativa e legislativa è la città di Pofadder e il suo territorio si estende su una superficie di 8.331 km² ed è suddiviso in 4 circoscrizioni elettorali (wards). Il suo codice di distretto è NC067.

## Geografia fisica

### Confini
La municipalità locale di Khâi-Ma confina a nord, con la Namibia, a est District Management Areas NCDMA08, a sud con il District Management Areas NCDMA06 e a ovest con quella di Nama Khoi.

### Città e comuni
- Aggeneys
- KhGi-Ma
- Onseepkans
- Pella
- Pofadder

### Fiumi
- Goob se Laagte
- Hartbees
- Kaboep
- Nam se Laagte
- Samoep

### Dighe
- Beenbreek Weir